# Gabriel Hernández
Gabriel Hernández Paz (Barcellona, 2 gennaio 1975) è un ex pallanuotista e allenatore di pallanuoto spagnolo.

## Carriera

### Giocatore
Ha iniziato a giocare nelle giovanili dell'Unió Esportiva d'Horta ed ha continuato al Club Natació Catalunya, al Club Natació Barcelona, al Real Canoe di Madrid, al Pescara in Italia, al Club Natació Atlètic Barceloneta, allo Spandau 04 di Berlino, al Pla-za Zaragoza. Nel 2008 andò a giocare con il Khobar dell'Arabia Saudita.

### Nazionale
Dopo aver ottenuto vari allori a livello giovanile, con la nazionale maggiore partecipò a Sydney 2000 e Atene 2004.
L'apice della carriera la raggiunse con la vittoria da protagonista del Mondiale di Fukuoka 2001, in finale segnò 3 delle 4 reti totali che gli valsero la seconda medaglia consecutiva ai danni della FR Jugoslavia., vinse inoltre una medaglia d'argento alla World League 2002 e una medaglia di bronzo ai Giochi del Mediterraneo di Bari 1997.

### Allenatore

#### Club
Iniziò la carriera da allenatore nel 2011 sulla panchina del Sabadell, l'anno successivo portò il club alla vittoria di una Coppa del Re e di una Supercoppa spagnola. e alla finale di Coppa Len. Dopo l'esperienza sulla panchina della nazionale spagnola , è stato per due anni consulente della federazione argentina. 
Nel maggio è diventato l'allenatore della Pro Recco assumendo il posto lasciato libero da Ratko Rudić. Dopo aver vinto la Coppa Italia e perso la finale di campionato contro il Brescia, il 5 giugno 2021 guida i biancocelesti sul tetto d'Europa vincendo la LEN Champions League in finale contro il Ferencváros, titolo che a Recco mancava da ben sei anni.
Due giorni dopo lascia il club ligure per motivi personali.

#### Nazionale
Nel febbraio 2014 prese le redini delle Furie rosse in sostituzione di Rafael Aguilar, dopo l'eliminazione ai quarti di Rio 2016 fu sostituito da David Martín Lozano.

## Palmarès

### Giocatore
- Campionato spagnolo: 8

Catalunya: 1993-94
Barcellona: 1994-95, 1995-96
Real Canoe: 1998-99, 1999-00
Barceloneta: 2002-03, 2005-06, 2007-08
- Copa del Rey: 5

Catalunya: 1993-94
Barcellona: 1994-95, 1995-96
Barceloneta: 2003-04, 2005-06
- Supercopa de España: 1

Barceloneta: 2003
- Campionato tedesco: 1

Spandau: 2004-05
- Coppe LEN: 1

Barcellona: 1994-95

### Allenatore

#### Trofei nazionali
- Copa del Rey: 1

Sabadell: 2012
- Supercopa de España: 1

Sabadell: 2012
- Coppe Italia: 1

Pro Recco: 2020-21

#### Trofei internazionali
- LEN Champions League: 1

Pro Recco: 2020-21